# Robbie Drummond
Robbie Drummond (né le 19 février 1986 à London, dans la province de l'Ontario au Canada) est un joueur professionnel canadien de hockey sur glace.

## Carrière en club
En 2002, il commence sa carrière avec les Knights de London dans la Ligue de hockey de l'Ontario. Il passe professionnel avec les Monsters du lac Érié dans la Ligue américaine de hockey en 2007.

## Statistiques
| Saison    | Équipe               | Ligue |    | Saison régulière | Saison régulière | Saison régulière | Saison régulière | Saison régulière |   | Séries éliminatoires | Séries éliminatoires | Séries éliminatoires | Séries éliminatoires | Séries éliminatoires |
| Saison    | Équipe               | Ligue | PJ | B                | A                | Pts              | Pun              | PJ               | B | A                    | Pts                  | Pun                  |                      |                      |
| 2002-2003 | Knights de London    | LHO   | 14 | 2                | 2                | 4                | 4                | 2                | 0 | 0                    | 0                    | 0                    |                      |                      |
| 2003-2004 | Knights de London    | LHO   | 42 | 2                | 6                | 8                | 14               | 15               | 0 | 1                    | 1                    | 8                    |                      |                      |
| 2004-2005 | Knights de London    | LHO   | 65 | 8                | 18               | 26               | 30               | 18               | 0 | 1                    | 1                    | 8                    |                      |                      |
| 2005-2006 | Knights de London    | LHO   | 54 | 14               | 13               | 27               | 43               | 19               | 8 | 4                    | 12                   | 16                   |                      |                      |
| 2006-2007 | Knights de London    | LHO   | 56 | 21               | 45               | 66               | 48               | 12               | 3 | 2                    | 5                    | 7                    |                      |                      |
| 2007-2008 | Chiefs de Johnstown  | ECHL  | 50 | 14               | 27               | 41               | 30               | -                | - | -                    | -                    | -                    |                      |                      |
| 2007-2008 | Monsters du lac Érié | LAH   | 22 | 2                | 3                | 5                | 8                | -                | - | -                    | -                    | -                    |                      |                      |
| 2008-2009 | Monsters du lac Érié | LAH   | 11 | 2                | 1                | 3                | 8                | -                | - | -                    | -                    | -                    |                      |                      |